# مشراح

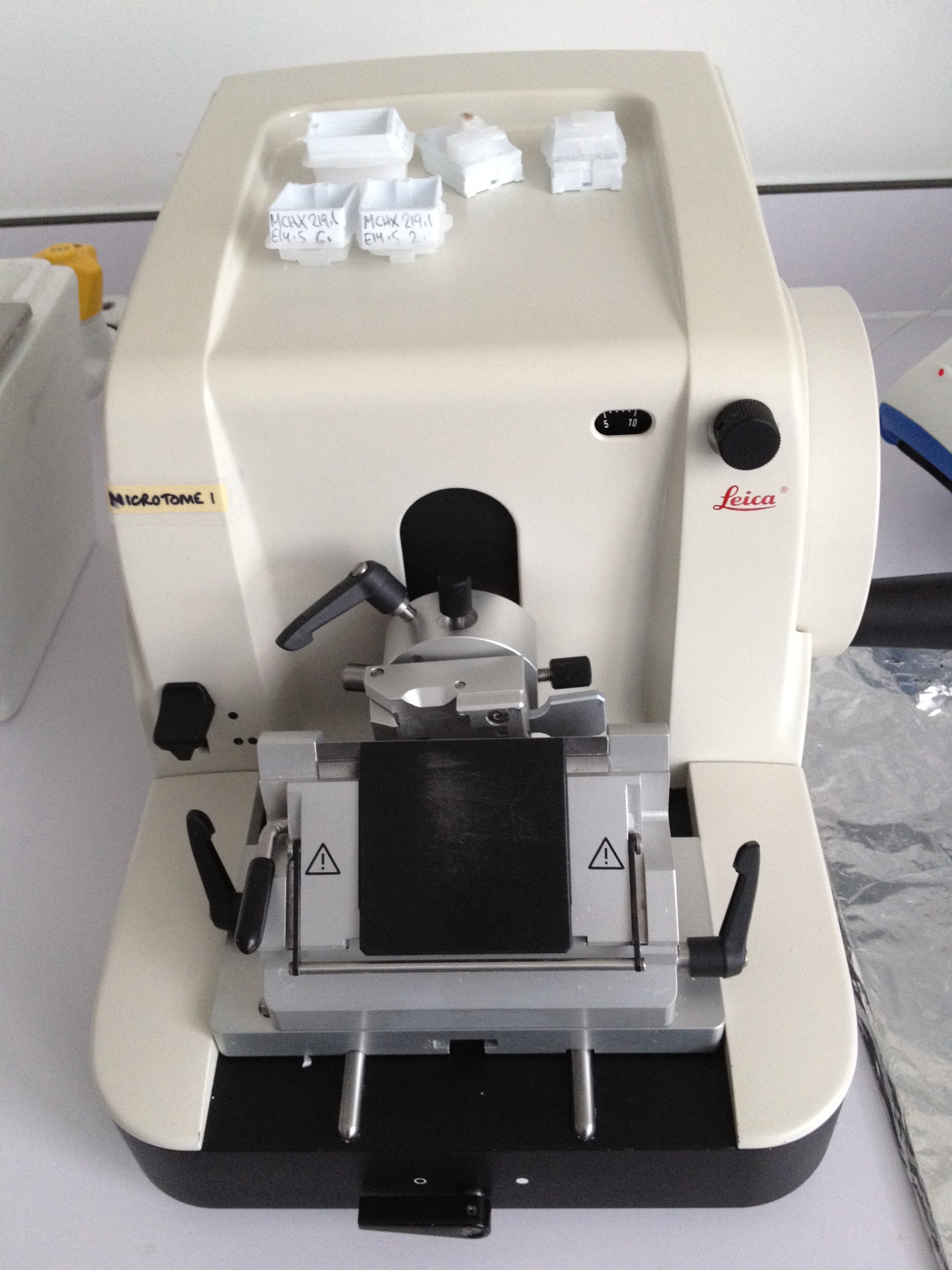
مشراح.

المشراح أو الميكروتوم (بالإنجليزية: Microtome)‏ هي أداة تستخدم لقطع شرائح رقيقة جدا من المواد. يستخدم الميكروتوم في الأعمال المجهرية، حيث يعد الأنسجة للفحص تحت المجهر الضوئي أو الإلكتروني. الميكروتوم يستخدم شفرات الصلب أو الزجاج أو الماس وهذا يعتمد على نوع العينة المفحوصة والسمك المطلوب للمقطع. تستخدم شفرات الصلب لإعداد شرائح من الأنسجة الحيوانية أو النباتية للفحص تحت بالمجهر الضوئي. تستخدم السكاكين الزجاجية لقطع شرائح للمجهر الضوئي وقطع مقاطع رقيقة جدا للمجهر الإلكتروني. وتستخدم سكاكين الماس لقطع شرائح من المواد الصلبة مثل العظام والأسنان والمواد النباتية للفحص بكل من المجهر الضوئي والمجهر الإلكتروني.